# Kreis Elbasan

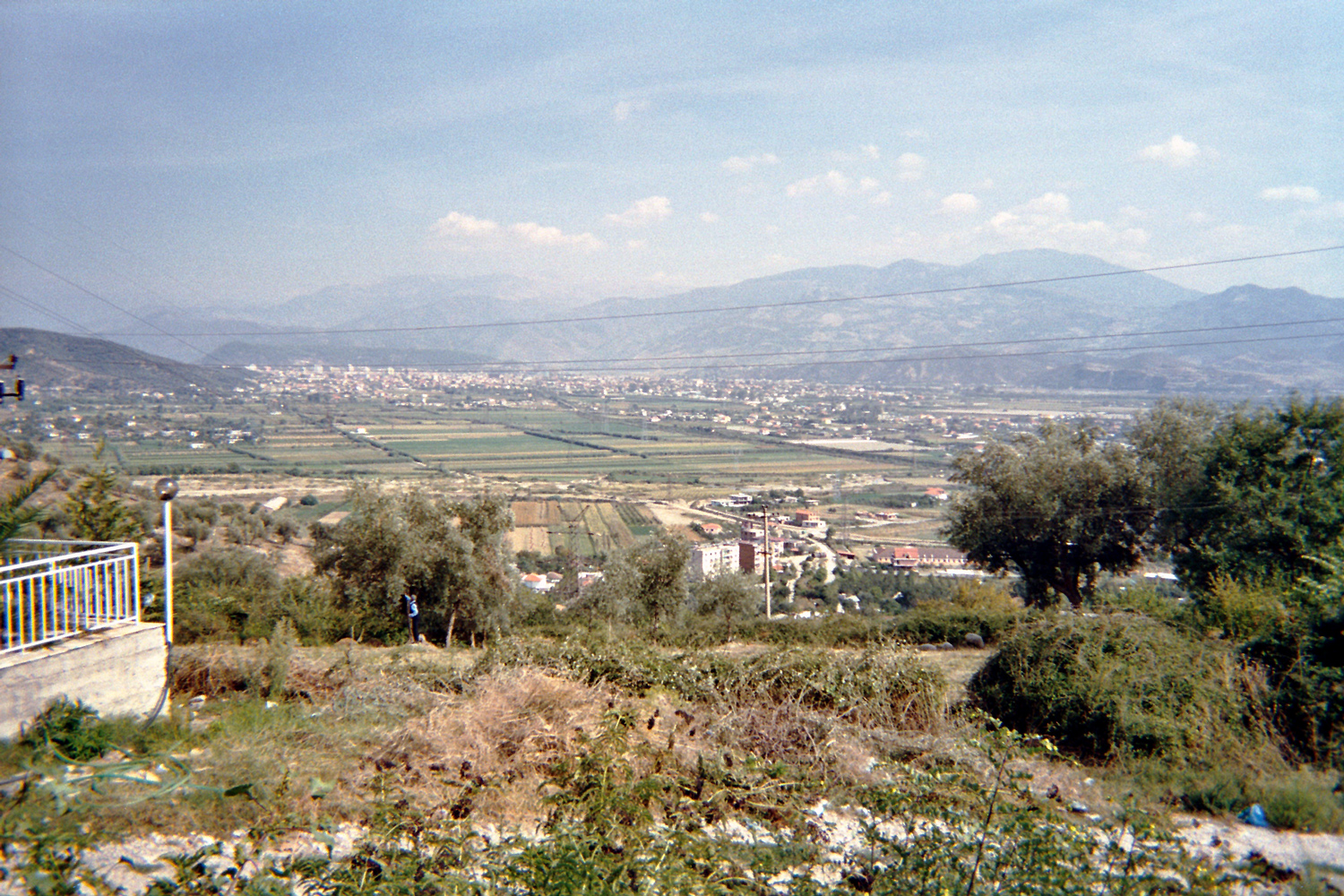
Talkessel von Elbasan

Der Kreis Elbasan (albanisch: Rrethi i Elbasanit) war einer der 36 Verwaltungskreise Albaniens, die im Sommer 2015 nach einer Verwaltungsreform aufgehoben worden sind. Der Kreis mit einer Fläche von 1290 Quadratkilometern gehört zum gleichnamigen Qark und hatte 188.662 Einwohner (2011). Benannt wurde der Kreis nach dem Hauptort Elbasan.
Heute ist das Gebiet des Kreises aufgeteilt in die Gemeinden (bashkia) Belsh, Cërrik und Elbasan.

## Geographie
Der Kreis Elbasan umfasste ein Gebiet in Mittelalbanien am Übergang zwischen Küstenebene und den Bergen. Mit Ausnahme vom Westen ist das ganze Gebiet von Bergen umgeben, die von West nach Ost an Höhe zunehmen. Im Zentrum des Kreises liegt das Tal des Flusses Shkumbin, der im Osten durch eine enge Schlucht in den breiten Talkessel von Elbasan eintritt und weiter quer durch den Kreis nach Westen fließt. Von Elbasan nach Westen und Südwesten bis zum Adriatischen Meer (rund 60 Kilometer) erstreckt sich die große Myzeqe-Ebene. Diese wird im Süden vom Fluss Devoll begrenzt, der aus Südostalbanien kommend ebenfalls durch den Kreis Elbasan fließt, sich bei Cërrik bis auf zehn Kilometer an den Shkumbin nähert, einen Bogen nach Süden beschreibt und danach stellenweise die Grenze nach Süden zum Qark Berat bildet.
Nördlich des Shkumbin steigt die Landschaft rasch an. Die Kodrat e Krrabës (Krraba-Hügel) und die Çermenika erreichen Höhen von über 1000 Meter. Noch gebirgiger ist der Südosten des Kreises, wo die Malet e Shpatit (Shpati-Berge) auf 1880 Meter ansteigen (Maja e Shirokut). Westlich dieser Berge ist der Devoll zu einem großen See gestaut. Ganz im Südwesten liegt ebenfalls ein großer künstlicher See, der aber nicht zur Energiegewinnung, sondern für die Bewässerung angelegt wurde. Im Gebiet Dumreja (Diapirdom von Dumreja) rund um die Kleinstadt Belsh im Westen des Kreises finden sich rund 80 kleine Karstseen (Liqenet te Belshit/Dumreja-Seen). Wenige Kilometer südlich von Elbasan befinden sich bei Llixhat warme Quelle, deren Heilwasser auch für medizinische Behandlungen verwendet wird.

## Wirtschaft

### Erwerbszweige

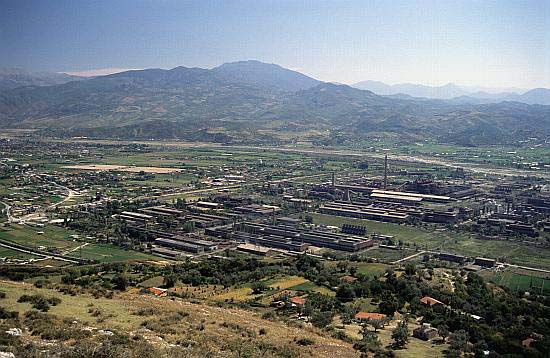
Ebene westlich von Elbasan mit Stahlwerk Stahl der Partei

Wenige Kilometer westlich von Elbasan wurde in den 1970er Jahren von den Kommunisten das riesige Stahlwerk „Stahl der Partei“ errichtet. Mehr als 10.000 Menschen fanden hier einst Arbeit. Fast alle wurden aber nach dem Zusammenbruch des kommunistischen Regimes arbeitslos. Im Jahr 1993 hatte der Kreis Elbasan die höchste Arbeitslosigkeit im ganzen Land. Die Stadt und die Umgebung leiden noch heute darunter. Versuche, die industrielle Produktion in Elbasan wieder anzukurbeln, hatten nur geringen Erfolg.
In den weniger zentralen Gebieten der Region ist nach wie vor die Landwirtschaft die Haupteinnahmequelle.

### Verkehr

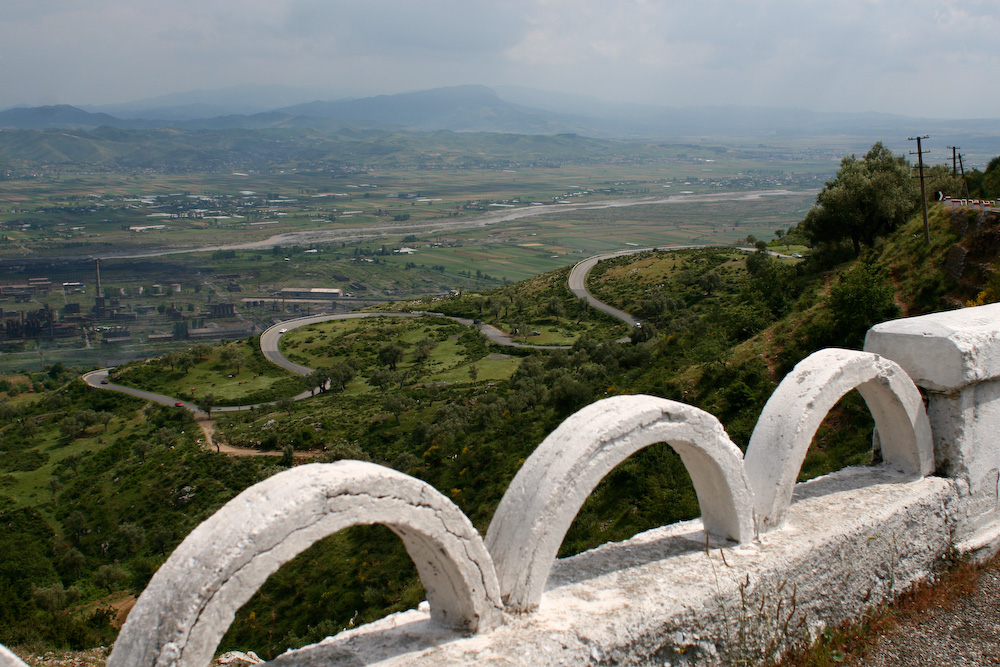
Passstraße über dem Shkumbin-Tal

Das Shkumbin-Tal ist seit der Antike eine wichtige Verkehrsachse. Die Römerstraße Via Egnatia führte ebenso durch Elbasan (damals Scampa) wie der heute Korridor 8 der Paneuropäischen Verkehrskorridore. Von der römischen Straße und dazugehörender Infrastruktur finden sich noch heute im Umland von Elbasan zahlreiche Überreste. Die moderne Stadt geht auf eine Gründung der Osmanen zurück, die an dieser wichtigen Stelle eine Festung errichteten.
In Elbasan vereinen sich die Straße von Tirana über den Krraba-Pass (SH 3) und von Durrës durchs Shkumbin-Tal nach Südostalbanien (SH 7). Auch die Strecke der albanischen Eisenbahn HSH nach Pogradec führt durchs Shkumbin-Tal.

## Gemeinden
| Name          | Einwohner (2011) | Gemeindeart | Gehört heute zu |
| ------------- | ---------------- | ----------- | --------------- |
| Belsh         | 8.781            | Bashkia     | Belsh           |
| Cërrik        | 6.695            | Bashkia     | Cërrik          |
| Elbasan       | 78.703           | Bashkia     | Elbasan         |
| Bradashesh    | 10.700           | Komuna      | Elbasan         |
| Fierza        | 2.065            | Komuna      | Belsh           |
| Funar         | 2.122            | Komuna      | Elbasan         |
| Gjergjan      | 5.126            | Komuna      | Elbasan         |
| Gjinar        | 3.478            | Komuna      | Elbasan         |
| Gostima       | 8.116            | Komuna      | Cërrik          |
| Gracen        | 2.192            | Komuna      | Elbasan         |
| Grekan        | 3.138            | Komuna      | Belsh           |
| Kajan         | 3.925            | Komuna      | Belsh           |
| Klos          | 3.262            | Komuna      | Cërrik          |
| Fushë-Labinot | 7.058            | Komuna      | Elbasan         |
| Mal-Labinot   | 5.291            | Komuna      | Elbasan         |
| Mollas        | 5.530            | Komuna      | Cërrik          |
| Papër         | 6.348            | Komuna      | Elbasan         |
| Rrasa         | 1.594            | Komuna      | Belsh           |
| Shalës        | 3.842            | Komuna      | Cërrik          |
| Shirgjan      | 7.307            | Komuna      | Elbasan         |
| Shushica      | 8.731            | Komuna      | Elbasan         |
| Tregan        | 3.036            | Komuna      | Elbasan         |
| Zavalina      | 1.622            | Komuna      | Elbasan         |